# Amazonashokko
Der Amazonashokko (Mitu tuberosum), auch manchmal als Amazonas-Mitu bezeichnet, ist einer der größten Vertreter der Hokkohühner.

## Körperbau und Aussehen
Amazonashokkos weisen im Gegensatz zu den Vertretern der Gattung Crax keinen Geschlechtsdimorphismus auf. Die Körpergröße beträgt 89 Zentimeter. Beide Geschlechter sind überwiegend schwarz gefärbt mit hellbraunem Unterbauch und breiten weißen Binden an den Enden der sonst schwarzen Schwanzfedern. Der Schnabel ist rot und hat eine recht gewaltige Aufwölbung, die erst mit Eintritt der Geschlechtsreife im Alter von etwa drei Jahren vollständig entwickelt ist. Wie bei allen großen Hokkos lassen sich auch bei den Amazonashokkos die Geschlechter durch Abtasten der Luftröhre unterscheiden. Bei den männlichen Tieren ist die Luftröhre stark verlängert und liegt in einer Schlinge. Mit dieser Vorrichtung werden die teilweise im Infraschall liegenden tiefen Brummtöne bei der Balz erzeugt und verstärkt.

## Verbreitung und Lebensweise

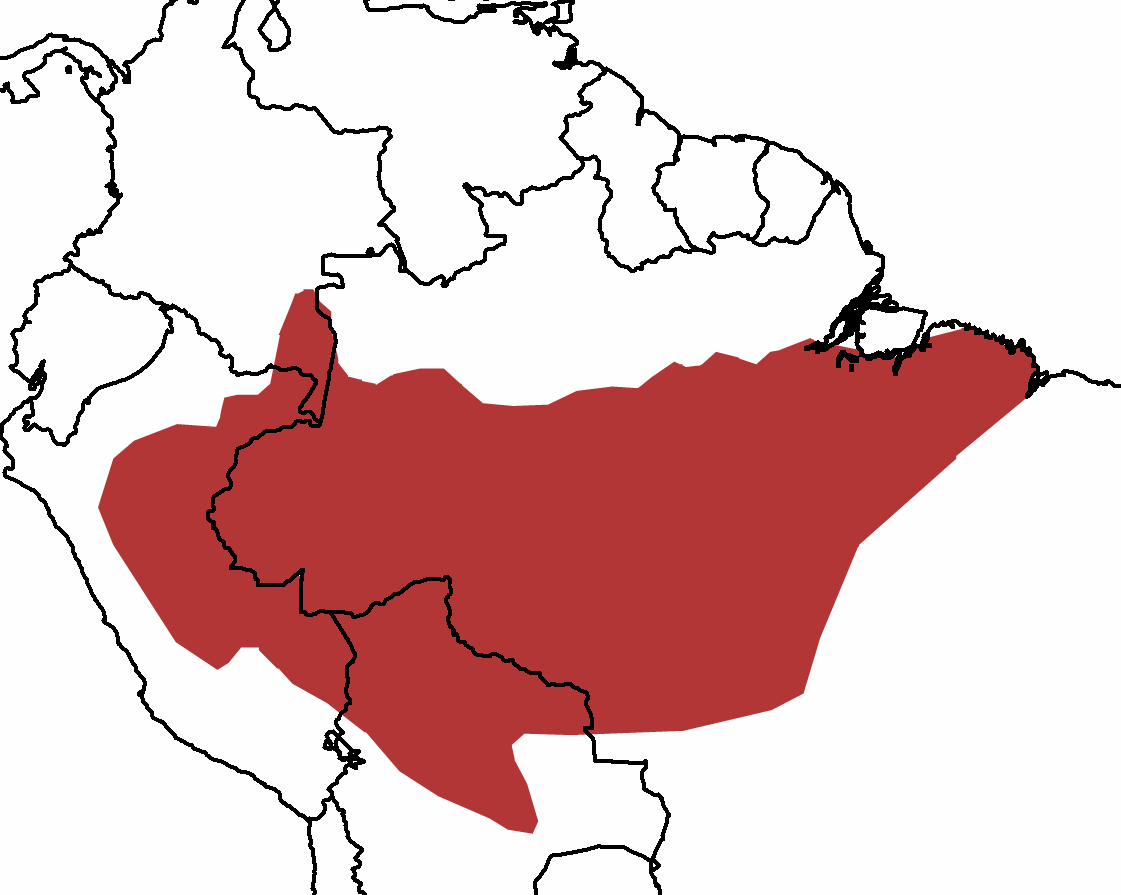
Verbreitungsgebiet des Amazonashokkos

Lebensraum und Lebensweise ähneln denen der anderen Arten. In ihrer Heimat im südamerikanischen Regenwald ziehen Amazonashokkos oft Gruppen von Kapuzineraffen hinterher und ernähren sich von den Früchten, welche die Affen bei der Nahrungsaufnahme zu Boden fallen lassen.
Amazonashokkos sind recht geschickte Kletterer, sodass das Nest oft hoch in Bäumen zu finden ist. 
Bei einem in Gefangenschaft gehaltenen Hokkohahn konnte beobachtet werden, dass in einem dichten Busch (Taxus) ein freistehendes Nest errichtet wurde; in der Regel werden die Nestplattformen aber eher in Astgabeln oder auf natürlich vorhandenen Plattformen in den Ästen der Urwaldriesen angelegt.
Das Gelege besteht aus zwei weißen Eiern, die von der Henne ca. 30 Tage bebrütet werden. An der Aufzucht der Küken beteiligen sich beide Geschlechter.
Erfolgreiche Haltungen und Zuchten sind aus Deutschland u. a. aus dem Vogelpark Walsrode bekannt.